# Свети Георги (Нусретли)
Вижте пояснителната страница за други значения на Свети Георги.
„Свети Георги“ (на гръцки: Αγίου Γεωργίου) е православна църква в драмското село Нусретли (Никифорос), Егейска Македония, Гърция, подчинена на Драмската митрополия.
Сградата е построена в 1880 година като джамия. След изселването на турците от Нусретли и заселването на тяхно място на гърци бежанци от Турция, новите жители на Нусретли я разширяват отпред и отзад и я превръщат в църква. Минарето е съборено на височината на покрива и достроено като камбанария. Светилището продължава да сочи на ЮИ към Мека. В храма има стара епитафия и ценен полилей.